# Un posto ideale per uccidere
Un posto ideale per uccidere è un film del 1971 diretto da Umberto Lenzi.

## Trama
Una coppia di studenti, lei danese e lui inglese si fanno ospitare da una ricca signora americana che ha appena ucciso il marito. La donna decide di incastrare i due giovani, ed elabora un piano cercando di circuire il giovane avendo un rapporto sessuale con lui e facendo lasciare le sue impronte sulla rivoltella con cui aveva ucciso il marito.

## Produzione
Per le scene di nudo Ornella Muti è stata controfigurata da Antonia Santilli.
Nel cast, come stuntman, figurava anche Antonio Mellino, in arte "Agostino 'o Pazzo", il quale, negli anni 1970, era salito agli onori della cronaca per le sue rocambolesche imprese contro la polizia e i carabinieri, fatti oggetto di sberleffi e ridicolizzati dal fatto che si faceva inseguire per tutta la città di Napoli a velocità pazzesche e senza venire acciuffato. Proprio per le sue imprese, il regista lo volle come stuntman nel film.

## Accoglienza

### Critica
Secondo Umberto Lenzi il film non è molto riuscito: «È un film sbagliato, che ripudio in pieno. Io avrei voluto qualcosa alla Easy Rider, una storia di giovani on the road, ma i produttori volevano il solito giallo, addirittura volevano Carroll Baker. Peccato, perché l'idea era buona, solo che i produttori fecero sostituire la droga con la pornografia. Il film si rivelò un disastro, e mi giocai la carriera con Carlo Ponti».